# Dźaleśwar
Dźaleśwar (nep. जलेश्वर)  – miasto w południowym Nepalu, w prowincji numer 2. Według danych szacunkowych na rok 2011 liczyło 24 765 mieszkańców .